# Сковроньская, Катажина
Катажина Эва Сковроньская-Долята (пол. Katarzyna Ewa Skowrońska-Dolata; 30 июня 1983 года, Варшава) — польская волейболистка, нападающая, двукратная чемпионка Европы.

## Биография

### Клубная карьера
Играть в волейбол начинала в варшавской «Скре» под руководством Теофиля Червиньского. С 15 лет занималась в спортивной школе города Сосновец. После трёх лет игры и обучения в Сосновце перешла в команду Студенческого спортивного союза Познани, где сразу стала одним из главных действующих лиц. В сезоне-2001/02 её команда, выступавшая во втором эшелоне польского чемпионата, добилась права на повышение в классе, а в следующем году стала серебряным призёром национального первенства. Затем в течение двух лет Сковроньская выступала за «Нафту-Газ» из Пилы.
Сезон-2005/06 Катажина провела в итальянской «Виченце», в составе которой также играла связующая сборной Польши Магдалена Слива. Несмотря на то, что первый год в сильнейшей лиге сложился для Сковроньской не очень удачно (в «Виченце» она не получила достаточной игровой практики), спортсменка не стала возвращаться в Польшу. В полной мере проявить себя ей удалось в играх за ведущие клубы серии A1 — «Асистел» и «Скаволини», с последним она дважды становилась чемпионкой Италии.
Летом 2010 года перешла в турецкий «Фенербахче», возглавляемый тренером женской сборной Бразилии и бывшим наставником «Скаволини» Зе Роберто. На клубном чемпионате мира-2010 в Дохе в составе «Фенербахче» завоевала титул и призы самому результативному и самому ценному игроку турнира.
В 2011—2013 годах выступала за китайский «Эвергрэнд» (Гуанчжоу), в составе которого в первом сезоне выиграла золото национального первенства, а во втором — клубный чемпионат Азии. Осенью 2013 года продолжила карьеру в бакинской «Рабите» и в сезоне-2013/14 завоевала третью в своей карьере бронзу Лиги чемпионов (ранее аналогичного достижения она добилась с «Асистелом» и «Фенербахче»). Впоследствии играла за польский «Импель» из Вроцлава, итальянский «Бергамо» и бразильский «Баруэри» под руководством Зе Роберто, став первой волейболисткой из Польши, выступавшей в чемпионате Бразилии. В августе 2019 года объявила о завершении спортивной карьеры.

### Сборные Польши
В составе юниорской сборной Польши Катажина Сковроньская в 1999 году выиграла золотую медаль чемпионата Европы, проходившего в Гданьске, а с молодёжной сборной в 2000 году стала бронзовым призёром континентального первенства в Швейцарии.
В национальной сборной Польши дебютировала в 2003 году. Под руководством Анджея Немчика в 2003 и 2005 годах побеждала на чемпионатах Европы. В 2007 году стала самым результативным игроком Кубка мира, в 2008-м — самой результативной в своей команде на Олимпийских играх в Пекине (95 очков в 5 матчах).
В 2013 году была капитаном сборной. 4 августа 2013 года в матче Гран-при со сборной России набрала 41 очко, установив рекорд турнира по результативности игрока в одном матче.
Всего за карьеру провела 288 матчей за сборную Польши.

### Личная жизнь
17 июня 2006 года вышла замуж за волейбольного тренера Якуба Доляту.

## Достижения

### Со сборными
- Чемпионка Европы (2003, 2005).
- Серебряный призёр Европейских игр (2015).
- Чемпионка Европы среди девушек (1999).
- Бронзовый призёр чемпионата Европы среди молодёжных команд (2000).

### С клубами
- Серебряный (2002/03) и бронзовый (2004/05, 2015/16) призёр чемпионатов Польши.
- Чемпионка Италии (2008/09, 2009/10), обладательница Кубка Италии (2008/09) и Суперкубка Италии (2008, 2009).
- Чемпионка Турции (2010/11).
- Обладательница Суперкубка Турции (2010).
- Чемпионка Китая (2011/12), серебряный призёр чемпионата Китая (2012/13).
- Чемпионка Азербайджана (2013/14, 2014/15).
- Бронзовый призёр Лиги чемпионов (2007/08, 2010/11, 2013/14) и Кубка CEV (2006/07).
- Победительница клубного чемпионата мира (2010).
- Победительница клубного чемпионата Азии (2013).

### Личные
- Самый результативный игрок Кубка мира (2007).
- Самый результативный игрок «Финала четырёх» Лиги чемпионов (2007/08).
- MVP и самый результативный игрок клубного чемпионата мира (2010).
- MVP и самый результативный игрок чемпионата Азербайджана (2013/14).

## Государственные награды
- Золотой Крест Заслуги (22 ноября 2005) — за выдающиеся заслуги в развитии спорта[7].